# 山田亮太
山田 亮太 （やまだ りょうた、1979年3月27日 - ）は、東京都杉並区出身の元モーターサイクル・ロードレースライダー、現ボートレーサー。東京都立南平高等学校卒業。登録第4644号。108期。同期には木下翔太、上村純一らがいる。

## 来歴

### ボートレース
- 2010年4月、やまと競艇学校（後のやまと学校。現・ボートレーサー養成所）に入学。
- 2011年3月、1年間の養成訓練を経てやまと競艇学校（後のやまと学校。現・ボートレーサー養成所）を卒業。
- 2011年3月19日、選手登録。
- 2011年5月16日からボートレース多摩川で開催された 一般戦「東日本大震災被災地支援 東京都四市競艇事業組合44周年記念」初日第1Rでデビュー[1]。（6着）
- 2012年11月9日からボートレース江戸川で開催された 一般戦「富士通フロンテック杯」3日目第1R、4号艇・4コースからまくりを決め初1着[2]。
- 2016年7月6日からボートレース戸田で開催された 一般戦「戸田市制施行50周年記念」6日目（最終日）第12Ｒでデビュー初優出[3]。（3号艇3コースから2着）
- 2017年6月29日からボートレース多摩川で開催された 一般戦「第13回日本財団会長賞・スカパー！第18回JLC杯」6日目（最終日）第12Rに優出し2号艇で出走、4コースからまくりを決め3回目の優出でデビュー初優勝[4]。1号艇の濱野谷憲吾、前付けにきた江口晃生らSGウィナーをまくっての初優勝となった。

## 人物・エピソード
- デビュー時の年齢が32歳だったため、45歳となる2024年にはマスターズリーグの出場資格を得る。

## 戦績

### ロードレース
- 2004年 全日本ロードレース選手権 GP125 参戦
- 2005年 全日本ロードレース選手権 GP125 ランキング8位
- 2006年 全日本ロードレース選手権 GP125 ランキング13位
- 2007年 全日本ロードレース選手権 GP125 ランキング7位
- 2008年 全日本ロードレース選手権 GP125 ランキング5位（1勝）
- 2009年 全日本ロードレース選手権 GP125 ランキング2位（1勝）

### ボートレース
- 出走回数：1838回
- 1着回数：235回
- 優出回数：15回
- フライング(F)回数：9回
- 出遅れ(L)回数：1回
- 通算勝率：4.53
- 2連対率：25.95
- 3連対率：41.51
- 生涯獲得賞金：112,361,400円